# Guerra contra las pandillas en El Salvador
La guerra contra las pandillas o guerra contra el terrorismo en El Salvador comenzó en marzo de 2022 cuando el Gobierno del Nayib Bukele responsabilizó en un primer momento a la pandilla Mara Salvatrucha de los hechos que desencadenaron en una ola de homicidios entre el 25 y el 27 de marzo de 2022, en la que se dejó un saldo de 88 personas asesinadas.
En junio del 2019 se había dado inicio al Plan Control Territorial, también llamado «Proyecto Control Territorial», propuesto por el presidente Bukele para luchar contra las pandillas.

## Antecedentes: reseña histórica
El Salvador ha transcurrido desde inicios de los años 2000 como uno de los países más violentos de la región. En 2015, por ejemplo, el país registró un saldo de más de 6 mil personas asesinadas, es decir, 106 muertes violentas por cada 100 mil habitantes. De igual forma, han sido muchos los presidentes que han prometido y han intentado acabar con esta violencia y con el origen de las pandillas, siendo todos métodos ineficaces e insuficientes. 
De acuerdo con el Índice Global de Crimen Organizado el cual mide los niveles de crimen organizado y los niveles de resiliencia ante el crimen, con una puntuación que va de 1 a 10 (de menor a mayor nivel de crimen/resiliencia), en 194 países de todo el mundo; posicionó a El Salvador con una nota de 5.94 en 2021, lo que lo colocaba en el puesto 46 a nivel global, puesto 12 de toda América y el puesto 6 de los 8 países de América Central; en 2023 el país obtuvo una nota de 5.92 (-0.02) lo que lo colocaba en el puesto 51 (+6) a nivel global, puesto 13 (+1) de toda América y en el puesto 5 (-1) de los 8 países de América Central.
Por otro lado, el Índice de Paz Global elaborado por el Instituto para la Economía y la Paz (IEP) que mide la posición relativa de la paz de las naciones y regiones. El Salvador en 2022 se situó en el puesto 117, mientras que en 2023 ocupó el puesto 122 (+5) subiendo lugar como uno de los países más peligrosos a nivel global, ha sido el puesto más alto que ha ocupado en las últimas décadas.
Se sabe que las pandillas o maras en el país están conformadas por más de 76 mil jóvenes y adultos; principalmente los más jóvenes son reclutados y usados como instrumento de tráfico de drogas; se encuentran principalmente dispersos en las zonas rurales, las más atacadas por la pobreza, pero con el pasar de los años han ido ganando más territorio llegando incluso a zonas urbanas donde alguna vez se consideraron de las más seguras. Esto ha provocado, entre otras cosas, que las familias salvadoreñas tengan que abandonar las zonas o en el peor de los casos migrar hacia otro país.

### Estructura interna de las pandillas
Las pandillas son dirigidas por lo que se conoce como ranfla nacional, una especie de organismo de decisión colectiva que rige todas las operaciones de la pandilla a nivel nacional e internacional.
Estas se dividen en clicas, que son células o grupos que tienen su propio nombre, sus palabreros o cabecillas de la clica y un número variable de integrantes. Los miembros de las pandillas son conocidos como «homeboy». San Salvador, Morazán y La Libertad han sido los focos con mayor presencia de estos grupos.

### Cronología de su asentamiento
Entre 1979 a 1992, El Salvador pasó por una guerra civil, la cual provocó una migración masiva de salvadoreños, principalmente a Estados Unidos. Durante la década de los años 1980, aproximadamente 92 mil salvadoreños habían migrado hacia Estados Unidos, la mayoría se asentaría en barrios peligrosos de Los Ángeles, donde nacerían las dos principales pandillas de Centroamérica, la Mara Salvatrucha y la Mara 18. La Mara Salvatrucha fue fundada por salvadoreños mientras la Mara 18 fue fundada por mexicanos, aunque posteriormente aceptarían también a centroamericanos.
Ambas pandillas crecieron a un ritmo incontrolable y al darse cuenta de que sería difícil controlar las pandillas, a raíz de esto el gobierno estadounidense decidió deportar masivamente a los miembros de estas organizaciones. Los deportados decidieron formar células de estas pandillas en los países a los que arribaron; El Salvador se encontraba en una etapa de reconstrucción de la guerra civil, era un país frágil en aquel entonces, lo cual facilito que estos salvadoreños se asentaran y, lo que inicialmente empezó como un pequeño grupo criminal, en menos de una década se convirtió en unos de los grupos armados más poderosos de Centroamérica y posteriormente de Latinoamérica. El Salvador, Honduras y Guatemala fueron los primeros en sufrir estos asentamientos, con el pasar de los años le siguieron México, Nicaragua y Costa Rica; incluso más recientemente se hablan de asentamientos en ciudades de Estados Unidos no tradicionales como New York, Massachusetts, Washington D. C..
Desde la década de los años 1990, las pandillas crecieron a un ritmo descontrolado debido a que en esa época El Salvador estaba en un postconflicto, concentrado en un primer momento en reconstruirse de los efectos de la guerra civil por lo que el gobierno no puso mucha atención a estos grupos y no fue hasta la década de los años 2000 que el gobierno les empezó a poner atención.
1. 1992: tras la firma de los Acuerdos de Paz, que puso fin a 12 años de guerra en El Salvador el 16 de enero, Estados Unidos comenzó la deportación de salvadoreños que residían en ese país y que habían sido condenados por diferentes delitos. Al regresar, muchos de ellos se unieron a grupos de jóvenes rebeldes y se organizaron hasta convertirse en grupos criminales. Los gobiernos de turno aludieron que sólo se trataba de “jóvenes rebeldes” provocando desórdenes callejeros. Los operativos policiales se enfocaron más en combatir la delincuencia común, mientras las maras o pandillas crecían.[5]
2. 23 de julio de 2003: inició la “guerra contra las pandillas” MS-13 y Barrio 18 cuando el presidente Francisco Flores (1999-2004)[15] implementó el llamado Plan Mano Dura. Durante un año consistió en el despliegue de amplios y publicitados operativos policiales y militares para realizar capturas masivas de pandilleros.[16] Política cuestionada por organizaciones de Derechos Humanos.
3. 30 de agosto de 2004: el presidente Tony Saca (2004-2009) lanzó el Plan Súper Mano Dura, que puso énfasis en la persecución penal de ambos grupos.[17][18] La ciudadanía, analistas expertos y medios de comunicación consideran estos planes como un fracaso y que deja más efectos negativos que positivos.[19]
4. 20 de junio 2010: con una crueldad nunca vista hasta entonces, organizada como un posible enfrentamiento entre la pandilla Barrio 18 y de la Mara Salvatrucha, fue incendiado un microbús de la ruta 47 alrededor de las 7 de la noche en el municipio de Mejicanos. En el lugar murieron 11 pasajeros y otros siete resultaron heridos. A las 10 de la noche, Comandos de Salvamento reportaba la muerte de dos de las personas lesionadas que habían sido trasladadas al hospital. El saldo total fue de 17 personas calcinadas.[20][21] Minutos antes, otro microbús, de la misma ruta, había sido atacado con armas de fuego, lo que provocó la muerte del cobrador y de una niña de 11 años.[20] Varios años después, 10 pandilleros fueron sentenciados a 66 y 400 años de prisión por el crimen.[22][23]
5. 9 de marzo de 2012: tras las elecciones municipales y legislativas, con respaldo del gobierno de Mauricio Funes (2009-2014),[24] los cabecillas de la MS-13 y Barrio 18 hicieron un pacto para disminuir las muertes por violencia. En esta época, se registraban 14 diarias. Los homicidios se redujeron hasta a cinco por día, pero las cifras despuntaron cuando la tregua se rompió en 2013 tras la remoción del ministro de Justicia y Seguridad Pública por orden de la Corte Suprema. Las nuevas autoridades retiraron beneficios a los pandilleros presos.
6. 11 de octubre de 2012: la Oficina para el Control de Activos Extranjeros del Departamento del Tesoro de Estados Unidos incluyó a la Mara Salvatrucha en su lista de organizaciones criminales internacionales. Fue la primera vez que se otorgó esa denominación a una pandilla, que está extendida por otros países de Centroamérica y varios estados de Estados Unidos.[25]
7. 1 de junio de 2014: el excomandante guerrillero[26] y profesor Salvador Sánchez Cerén asumió el poder en El Salvador (2014-2019)[27] y las pandillas incrementaron las acciones de violencia para presionar una negociación, pero el gobierno cerró toda posibilidad de tregua.[28][29]
8. 24 agosto de 2015: la Corte Suprema de Justicia salvadoreña concluyó a través de un fallo, que la MS y la Barrio 18 son grupos terroristas, para que los tribunales puedan imponer a los pandilleros penas severas de hasta 60 años de cárcel.[30]
9. Marzo de 2016: luego de una matanza de 11 trabajadores que estremeció al país y que las autoridades atribuyeron a las pandillas, el gobierno decretó estado de emergencia en siete cárceles y aisló a los cabecillas de las organizaciones.[31][32]
10. 27 de julio de 2017: el presidente estadounidense Donald Trump se comprometió a “destruir” a la MS-13 porque, según sus palabras, es “particularmente violenta”. Fue visto como una manera de aplicar leyes antinmigrantes en su país.[33][34]
11. 15 de febrero de 2018: la “Operación Cuscatlán” se convirtió en el tercer intento y en uno de los golpes más importantes que las autoridades asestaron a las finanzas de la MS-13. Más de 1,500 policías de las fuerzas especiales, acompañados de fiscales del Ministerio Público, intervinieron negocios como los locales de carros usados, restaurantes, bares, salas de belleza, cervecerías, viviendas particulares, lujosos ranchos de playa y hasta una empresa del transporte colectivo que presuntamente funcionaban con dinero de la pandilla MS-13. En el operativo, las autoridades incautaron 27.000 dólares en efectivo, 194.000 dólares en cuentas bancarias, 63 vehículos y 14 inmuebles.[35]
12. 20 de junio 2019: a pocos días de asumir el poder, el presidente Nayib Bukele (2019-2024)[36] ordenó el despliegue de la policía y del ejército en las zonas comerciales del centro histórico de la capital y otros municipios del interior afectados por la presencia y extorsión de las pandillas.[37]
13. 7 de octubre de 2019: en un juicio histórico en El Salvador, unos 17 cabecillas de la MS-13 y otros 400 pandilleros de esta estructura fueron procesados por homicidio, tráfico de armas y pertenecer a organizaciones terroristas. Recibieron sentencias de hasta 60 años de prisión.[38]
14. 27 de marzo 2022: un par de días después de registrar más de 80 homicidios en el país, la Asamblea Legislativa de mayoría oficialista (Nuevas Idea - Gana - PDC - PCN - CD), decretó el estado de excepción[39] el cual limita garantías constitucionales[40] como la libertad de asociación, el derecho a ser debidamente informado de las razones de la detención y la asistencia de un abogado.[41] Además, amplió de 72 horas a 15 días el plazo de detención administrativa y posteriormente se permitió a las autoridades intervenir la correspondencia y celulares de quienes se consideran sospechosos.[42] El gobierno salvadoreño declaró así una vez más la guerra a las pandillas y lanzó una persecución contra estructuras criminales con un despliegue de soldados y policías en barrios y comunidades populosas, bastiones de las pandillas.[43] Cuerpos de seguridad fueron de puerta en puerta, sacando a cientos de supuestos pandilleros o colaboradores de estas estructuras criminales. Se puso también a disposición una línea telefónica de denuncias ciudadanas anónimas para facilitar los operativos.[44][45]

## Plan Mano Dura y Plan Super Mano Dura
Los Planes Mano Dura y Súper Mano Dura impulsados por los gobiernos de Francisco Flores y Antonio Saca respectivamente, fueron un conjunto de medidas en seguridad pública, los cuales marcaron el inicio de un ciclo de respuestas del Estado salvadoreño hacia las pandillas.
Las medidas consistían en desplegar fuertes operativos policiales y militares orientados a capturar masivamente a todos aquellos que se presumiera, fuesen pandilleros. Las medidas también incluyeron la aplicación de polémicas leyes antipandillas de carácter transitorio junto con reformas al sistema judicial y penitenciario. Esto supuso, para muchos, un enfoque muy represivo contra un problema social.
En julio de 2003, cuatro meses después de llevar a cabo las elecciones legislativas y municipales, y siete meses antes de las elecciones presidenciales, Francisco Flores anunció el lanzamiento del plan como respuesta a un supuesto auge delincuencial a causa de las pandillas. Según cifras oficiales, en el 2000 y 2001 el país mantuvo una tasa de 39 y 37 muertes violentas por cada 100 mil habitantes respectivamente, para 2002 la cifra bajó a 32 y ya para 2003 con el plan Mano Dura escaló de nuevo hasta llegar a las 36.
Según el Instituto Universitario de Opinión Pública (Iudop), la medida, a pesar de las cifras, elevó la popularidad de Flores. Su evaluación pasó de 5 puntos, en una escala de 0 a 10, a 6.26 en diciembre de 2003, en solo cinco meses de vigencia del plan.
De hecho, el informe reporta que con el nuevo gobierno de Saca, en agosto de 2004, se institucionalizaron las medidas de seguridad, bajo el nombre de Plan Súper Mano Dura, con un mayor énfasis en la persecución penal de los pandilleros. El plan delegó por primera vez a las fuerzas armadas su participación en labores policiales, ya sea en operativos, requisas y detenciones.
De acuerdo con el estudio, entre 2003 y 2006 la tasa de homicidios pasó de 36 asesinatos a 64 por cada 100 mil habitantes. Es decir que el número de muertes violentas se duplicó mientras la Mano Dura y Súper Mano Duro estuvieron vigentes.
Este plan fue criticado por analistas, ya que el sustento legal en el que se basaba para realizar las capturas eran por la estigmatización, es decir, la forma de actuar, la forma de vestir, el lugar donde vivían, entre otros; también señalan que con esto la población joven iba a ser la más afectada, especialmente los que vivían en condiciones de pobreza. Según datos oficiales, el número de pandilleros en El Salvador de aquel entonces era de 20 mil. En el proyecto de ley que habrían enviado a la Asamblea para su aprobación e implementación de dicho plan de seguridad y reforzar así el sistema judicial y el sistema penitenciario, se estimaba un gasto público de alrededor de $8 mil 500 anuales por pandillero, esos gastos implicaría capturar, juzgar y encarcelar a cada pandillero.
Una tesis llevada a cabo por bachilleres egresados de la Licenciatura en Ciencias Jurídicas en 2007 analizó la eficacia de estas políticas de seguridad. Aunque señalaron que la percepción de la ciudadanía fue en su mayoría positiva, también destacaron que la implementación de estas políticas no produjo los resultados esperados. Según su investigación, los niveles de violencia en realidad aumentaron durante la aplicación de estas medidas. Además, concluyeron que las acciones no deben limitarse a la represión y el castigo, sino que es crucial enfocarse en la reinserción, especialmente a través de la educación en comunidades con altos niveles de pobreza desde la infancia. También hicieron hincapié en el respeto a la integridad y los derechos humanos de los detenidos. En lugar de resolver problemas de manera inmediata, indicaron que es fundamental abordar las causas subyacentes con personal altamente capacitado, lo que implica un enfoque estratégico y detallado en colaboración con diversos sectores para comprender a fondo las raíces y consecuencias del problema.

## Plan Control Territorial
Cuando Nayib Bukele fue elegido presidente en 2019, declaró que la reducción de la violencia era una prioridad. En ese año se lanzó el Plan Control Territorial el cual tiene como propósito cumplir con los siguientes objetivos:
- Salir de la lista de países más violentos del mundo en el 2021.
- Contar con los elementos para que la Guerra Contra Pandillas sea posible.
- Garantizar que la paz sea posible a largo plazo.

En 2021, la tasa de homicidios alcanzó su nivel más bajo desde que terminó la guerra civil en 1992, con 18 homicidios por cada 100 mil habitantes, saliendo ese año, además, de la lista de los países más violentos del mundo. El Salvador había comenzado un muy leve declive desde 2016, una disminución significativa sucedió en el 2020, teniendo otra reducción en el 2021 y marcando al 2022 como el año más seguro en su historia.
Las fases que se han ido lanzando desde junio de 2019 son las siguientes:

### FASE I: Control territorial. (Jun/2019)
Consiste en el despliegue de fuerzas de seguridad y de la fuerza armada. Busca ampliar la presencia de policías efectuando un plan de control y recuperación territorial.

### FASE II: Oportunidad. (Jul/2019)
Buscaría que las diferentes carteras de Estado que puedan contribuir a la prevención y el combate efectivo de la delincuencia deban funcionar e ir hacia cada comunidad, para incidir en la población joven y en los más vulnerables. Estaría coordinada bajo la Unidad de Reconstrucción del Tejido Social, que pertenecerá al Ministerio de Gobernación.

### FASE III: Modernización. (Ene/2020)
Está enfocada en dotar de mejores equipos a la Policía Nacional Civil (PNC) y Fuerza Armada de El Salvador (FAES) para combatir eficientemente las bandas de criminales. Esto incluye: mejor armamento, chalecos antibalas, uniformes, cascos tácticos, radios, mejores vehículos, helicópteros, drones, cámaras con visión nocturna en las esquinas de las calles y mejores puestos policiales, entre otros.

#### Toma de la Asamblea Legislativa
El 9 de febrero de 2020 ocurrió un hecho sin precedentes en la historia del país.

Por primera vez en la historia, un presidente utiliza al ejército para tomarse la Asamblea Legislativa y amenaza con disolver el Congreso. Nayib Bukele organizó este domingo 9 una concentración con miles de simpatizantes frente al Órgano Legislativo y dio un ultimátum de siete días a los diputados si no ceden a su presión y autorizan la negociación de un préstamo de $109 millones.
Valeria Guzmán, Nelson Rauda y Jimmy Alvarado (2020) El Faro.

### FASE IV: Incursión. (Jul/2021)
Implica que el Ejército, en apoyo a la PNC, incursionarían en todos los territorios, dominados por las pandillas. Esta fase incluye la orden de incorporar más elementos a la Fuerza Armada, para tener 40,000 en total.

### FASE V: Extracción. (Nov/2022)
Consiste en la extracción de los criminales que aún quedasen en las comunidades y en cualquier lugar del país. Acá se comienza a implementar los famosos cercos custodiados por militares, los cuales contemplan con registrar a ciudadanos y ciudadanas que entraban y salían.

### FASE VI: Integración. (Ago/2023)
Se enfocaría en las necesidades de mediano y largo plazo, con la implementación de políticas para disminuir la pobreza, el desarrollo social, la formación vocacional, técnica y profesional. Se concretaría con la creación de la Dirección Nacional de Integración Nacional, una entidad que según un proyecto gubernamental disolvería al actual Instituto Salvadoreño de Formación Profesional (Insaforp) y de igual forma se contempla la disolución del Instituto Nacional de la Juventud (Injuve).

## Pactos con pandillas

### Mauricio Funes (2009-2014)
Investigaciones realizadas a la gestión presidencial de Mauricio Funes que comenzaron en 2017 por parte de la Fiscalía General de la República la cual apuntaba a un supuesto caso de lavado de dinero en primer lugar, dieron como resultado que en mayo de 2023 un juez lo sentenciara a 14 años de prisión por estar involucrado en llevar a cabo la "tregua" con las pandillas. Actualmente, desde 2019, Funes se encuentra en calidad de prófugo y desde 2016 radicado en Nicaragua con asilo político, se considera una víctima de persecución política.
En 2012 las pandillas acordaron lo que se conoció como un pacto de no agresión o "proceso de paz" entre sus miembros, el cual fue impulsado por el propio Funes, pero de acuerdo a las investigaciones, Funes en realidad habría propiciado un pacto entre su gobierno y las pandillas, a fin de darles beneficios especiales a estos grupos como por ejemplo: mejores condiciones carcelarias, que el Estado acabase con el acoso y la persecución de sus familiares y demás miembros, y que además se les procurase la reinserción a la sociedad; todo a cambio de disminuir la cantidad de homicidios en el país. En 2014 la tregua se fragmento y el repunte de homicidios nuevamente se disparó.
Su exministro de seguridad, David Payés, fue sentenciado a 18 años, él reconoció ser el facilitador de dicha tregua. Fue acusado por Agrupaciones Ilícitas e Incumplimiento de Deberes y Actos Arbitrarios, en su momento Funes trato de distanciarse y aludió que se trataba de un proceso entre pandillas y no en alianza con el gobierno.
En un comunicado lanzado y firmado por las tres principales pandillas de El Salvador (Mara Salvatrucha y las facciones Sureños y Revolucionarios del Barrio 18) a finales de mayo de 2018 admiten de manera pública que la tregua comenzó en el gobierno de Mauricio Funes.

### Salvador Sánchez Cerén (2014-2019)
Se logró filtrar una grabación donde presuntamente se estaría escuchando a miembros del futuro gabinete de Cerén hablando con presuntos voceros de las principales pandillas del país. Esto con el fin de negociar votos, negociar beneficios y bajar los homicidios. Aún no existen indicios donde se vincule directamente al exmandatario de haber participado en esas o algunas otras negociaciones, pero se presume, a través de declaraciones de ex cabecillas, que se contaba con tal disposición, llegando a concretar algunos pedidos.
Actualmente Sánchez Cerén se encuentra prófugo y radicado en Nicaragua, la justicia lo busca por posible lavado de dinero y enriquecimiento ilícito.

### Norman Quijano (2014)
El excandidato presidencial para las elecciones de 2014, fue acusado a finales de enero de 2020 por la Fiscalía General de la República (FGR) y solicitando a la Asamblea retirarle el fuero constitucional al diputado Norman Quijano para que enfrente un proceso penal, tras ser acusado durante un juicio de pactar votos con pandillas a cambio de dinero y otros beneficios más. Fue en 2019 durante un juicio en el que fueron condenados más de 300 miembros de la Mara Salvatrucha, cuando un testigo señaló que Quijano negoció dinero a cambio de votos para favorecer a su partido político. fue un vídeo entregado por el testigo que dio luz verde para solicitar un antejuicio y someter al excandidato presidencial y exdiputado ante el Ministerio Público. La solicitud de desafuero no prosperó en su momento.
El proceso también estaría salpicando al exalcalde y gobernador de San Salvador Ernesto Muyshondt; el cual se encuentra enfrentando múltiples procesos judiciales.
En las elecciones legislativas y municipales de 2021, Norman Quijano alcanzó la victoria para ser parte del PARLACEN, en junio de ese año el Juzgado Séptimo de Paz ordenó la prisión preventiva contra Quijano antes de tomar posesión como diputado de dicha institución, esto, por los cargos de agrupaciones ilícitas y fraude electoral. A finales de 2021 la Asamblea de El Salvador declaró en firme con 66 votos a favor de retirarle el fuero a Quijano, algo que fue criticado por algunos actores ya que al ser diputado del PARLACEN, le corresponde a esa institución el retiro del fuero a petición del Estado.
En enero de 2022 se gira una orden de captura y a finales de 2022 la Cámara Primera de lo Penal instaló la audiencia preliminar contra Norman Quijano, por los delitos de agrupaciones ilícitas y fraude electoral. En agosto de 2023 la FGR solicita ante el juzgado que se admitan las pruebas en contra del imputado Quijano.

### Nayib Bukele (2019-2024)
El gobierno de Estados Unidos acusó a algunos funcionarios del gobierno de El Salvador de tener un acuerdo secreto con las pandillas; si bien no se acusó directamente al presidente del país, informes de algunos medios en El Salvador señalaron a Bukele de estar involucrado, inicialmente cuando era alcalde de San Salvador, y luego, cuando este tomó la presidencia, de negociar una reducción de la violencia a cambio de beneficios económicos y penitenciarios. Llegó incluso a tratar de esconder o eliminar cualquier evidencia a través de su Director de la Unidad de Reconstrucción de Tejido Social Carlos Marroquín y de su Director de Centros Penales y viceministro de Seguridad ad honorem Osiris Luna, siendo estos al mismo tiempo sus intermediarios.
En diciembre de 2021, el Departamento del Tesoro de los Estados Unidos sancionó a dos funcionarios salvadoreños que, según afirmó, dirigieron las conversaciones entre el gobierno y las principales pandillas del país. Bukele calificó las acusaciones de falsas, alegando que en su gobierno no se ha hecho ningún tipo de trato, y denunciando a gobiernos anteriores de haber hecho tratos con pandillas, en el que se les entregó dinero, beneficios y hasta polígonos de tiro.
Se sabe, por investigaciones periodísticas, que los homicidios ocurridos a finales de marzo de 2022 que dejaron un saldo de más de 80 personas asesinadas, fue a causa del rompimiento del pacto entre el gobierno y las pandillas, esto fue señalado por supuestos voceros de la MS-13, quienes revelaron a El Faro que los asesinatos fueron una respuesta a lo que consideraron una “traición” del Gobierno del presidente Nayib Bukele al pacto que mantenían desde hace al menos dos años y medio. El gobierno culpó de la violencia a la Mara Salvatrucha.
William Soriano, diputado del partido Nuevas Ideas, sugirió que el aumento de la violencia fue una represalia por la toma del control del gobierno de dos rutas de autobuses en la capital, en las que las pandillas suelen extorsionar para obtener ingresos; según José Miguel Cruz, director de investigación en la Universidad Internacional de Florida, las pandillas pueden haber estado enviando un mensaje al gobierno para tratar de obtener mejores condiciones. Este caso fue el detonante para proclamar la guerra contra las pandillas y de implementar el régimen de excepción.

## Respuesta del gobierno: régimen de excepción
Durante una sesión extraordinaria a primeras horas del 27 de marzo, la Asamblea Legislativa de El Salvador aprobó un «estado de excepción». De acuerdo con la Constitución de El Salvador en su artículo 29 y 30 establece que podrá establecerse dicho régimen de excepción bajo la siguiente lectura:

Art. 29.- En casos de guerra, invasión del territorio, rebelión, sedición, catástrofe, epidemia u otra calamidad general, o de graves perturbaciones del orden público, podrán suspenderse las garantías establecidas en los artículos 5, 6 inciso primero, 7 inciso primero y 24 de esta Constitución, (...). Tal suspensión podrá afectar la totalidad o parte del territorio de la República, y se hará por medio de decreto del Órgano Legislativo o del Órgano Ejecutivo, en su caso. También podrán suspenderse las garantías contenidas en los Arts. 12 inciso segundo y 13 inciso segundo de esta Constitución, cuando así lo acuerde el Órgano Legislativo, (...). 
Art. 30.- EL PLAZO DE SUSPENSIÓN DE LAS GARANTIAS CONSTITUCIONALES NO EXCEDERÁ DE 30 DÍAS. TRANSCURRIDO ESTE PLAZO PODRÁ PROLONGARSE LA SUSPENSIÓN, POR IGUAL PERÍODO Y MEDIANTE NUEVO DECRETO, SI CONTINUAN LAS CIRCUNSTANCIAS QUE LA MOTIVARON. (...) 
Constitución de la República de El Salvador (1983).

La orden, que tiene una duración de treinta días, pero que se ha prorrogado de manera consecutiva, establece la suspensión de derechos constitucionales, entre los cuales está aumentar el tiempo de detención sin cargos de tres a quince días y permitir al gobierno vigilar las comunicaciones de la ciudadanía sin una orden judicial. Las fuerzas de seguridad salvadoreñas han sido acusadas de violar incluso los límites ampliados de sus poderes.
Además, los diputados y diputadas oficialistas aprobaron nuevas leyes que aumentan las sentencias de prisión para pandilleros y cualquier otra banda de crimen organizado, los palabreros (líderes de pandillas) recibirán de 40 a 45 años de prisión, los miembros de pandillas recibirán de 20 a 30 años de prisión. Se han reportado casos, en el que pandilleros que terminaron de cumplir su condena, se les ha recapturado por el delito de agrupaciones ilícitas, pues al seguir siendo miembros activos de pandillas, se les considera un riesgo para la población.
El gobierno desplegó fuerzas policiales y militares adicionales, allanaron casas y crearon puestos de control alrededor de los vecindarios con presencia conocida de pandillas. Los soldados, a través de cercos militares, revisaron a todos en busca de tarjetas de identificación y prueba de domicilio, registraron sus vehículos y mochilas, en las colonias de mayor incidencia de criminalidad se pusieron retenes militares, en el cual registran a cada persona que entra y sale de las comunidades, cualquier persona considerada sospechosa es registrada por los soldados en busca de tatuajes o indicios relacionados con pandillas.

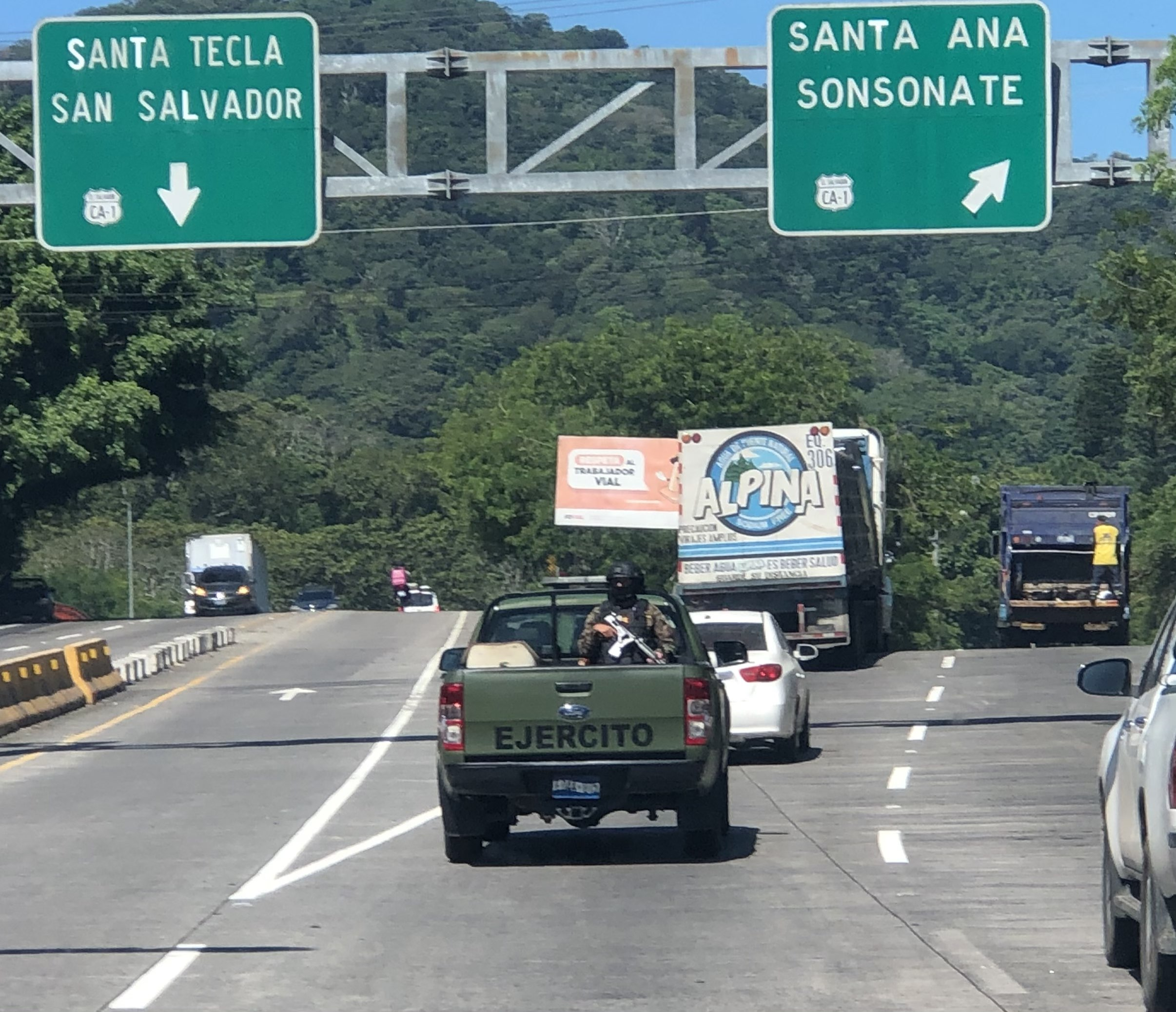
Una patrulla del ejército salvadoreño en Santa Tecla durante el en julio de 2022.

A finales de marzo de 2022, las fuerzas de seguridad salvadoreñas anunciaron que habían detenido a 576 presuntos pandilleros; desde la declaración del estado de excepción, más de 68 mil personas vinculadas posiblemente a las pandillas han sido arrestadas, lo que ha sobrecargado las prisiones de El Salvador. Las raciones se han reducido a dos comidas por día, que consisten únicamente en frijoles y tortillas, y Bukele explicó que «no quitaría presupuesto a las escuelas para alimentar a estos terroristas». También ordenó que todas los miembros de pandillas permanezcan en sus celdas las 24 horas del día, los 7 días de la semana.
Muchas personas no han podido saber dónde o por qué sus familiares fueron detenidos, con varios cientos de mujeres reunidas fuera de una base naval que se utiliza como centro de detención.
El 3 de noviembre de 2022, Osiris Luna Meza, Director de Centros Penales, anunció que el gobierno comenzaría a destruir Lápidas pertenecientes a los miembros de pandillas, para evitar que se conviertan en "santuarios", afirmando que "los terroristas ya no podrán 'glorificar' la memoria de criminales muertos". A pesar de la destrucción de las lápidas, el gobierno declaró que los cuerpos permanecerían intactos y no serían perturbados. Bukele comparó la remoción de las lápidas de los pandilleros con la desnazificación en la Alemania ocupada por los aliados y también comparó a las pandillas con los propios nazis.
El 3 de diciembre de 2022, se enviaron 10.000 soldados para rodear la ciudad de Soyapango y arrestar a los pandilleros. El gobierno borró los grafitis de estos mismo de la ciudad durante el asedio.
Por otro lado, Bukele en numerosas ocasiones ha culpado a la Mara Salvatrucha y a la Mara 18 de generar la ola de violencia en un intento de desestabilizar su gobierno, y que estos están siendo financiados por la oposición salvadoreña, principalmente señala a los partidos Alianza Republicana Nacionalista (ARENA) y Frente Farabundo Martí para la Liberación Nacional (FMLN) e incluso señala a organizaciones no gubernamentales de Derechos Humanos nacionales e internacionales de intentar socavar sus políticas de seguridad para recuperar el control que estos partidos tenían en la política salvadoreña y en las prisiones, alegando que las pandillas ahora estarían buscando la forma de evolucionar a guerrillas en la zona rural del país, replicando tácticas guerrilleras que asegura se les enseñó en polígonos de tiro durante el gobierno del FMLN, agregando que en lo que va del estado de excepción se han desmantelado campamentos pertenecientes a pandilleros. Acusó a ARENA y el FMLN de haber supuestamente pactado en sus gobiernos un acuerdo con las pandillas en el que estas se volverían una guerrilla para provocar un nuevo conflicto armado, el cual terminaría en un nuevo acuerdo de paz que insertaría a los líderes de las pandillas a la política salvadoreña; además acusó a la OEA de estar de acuerdo con este supuesto pacto.

## Reacciones internacionales
A nivel nacional, la política de seguridad ha cobrado popularidad y ha sido aplaudida entre muchos habitantes. Sin embargo, en varios países del mundo y especialmente en América, han salido políticos y gobiernos expresando ya sea su rechazo y preocupación o aceptación y elogios a la política de seguridad.

### Colombia
El 1 de marzo, Gustavo Petro, presidente de Colombia, criticó la política contra las pandillas y calificó como "campo de concentración" al Centro de Confinamiento del Terrorismo (CECOT), durante un discurso en una Universidad de Colombia. Desde ahí, Bukele y Petro empezaron a exponer sus argumentos en Twitter sobre la seguridad en sus respectivos países.
Otros actores como los del partido Centro Democrático han elogiado y defendido las medidas del presidente salvadoreño. De entre el partido destaca la senadora María Fernanda Cabal, quien en reiteradas ocasiones se ha identificado y ha salido a defender públicamente al mandatario y sus políticas para erradicar las pandillas.

### Costa Rica
El mandatario de Costa Rica, Rodrigo Chaves mencionó que no dispone de la posibilidad de implementar una medida que no se ajuste a la realidad de su país:

"Además, no estoy claro que los costarricenses queramos vivir en un régimen jurídico político como los salvadoreños. (...) Tenemos que arreglar nuestros problemas de acuerdo a nuestra realidad política. Y yo soy un ferviente amante de la democracia, la separación de poderes y del diálogo firme y claro. Entonces aquí estoy poniendo el problema como es. Pero no, lo de Bukele se lo voy a quedar debiendo". 
BBC Mundo (2023)

Luego de una sorpresiva visita del mandatario en diciembre de 2022, corrieron rumores de que visitaría a familiares y simpatizantes que estarían a las puertas de formar un nuevo partido costarricense llamado Alianza Democrática Nacional (ADN), el cual, se supondría, tendría las mismas ideologías que las de Bukele.
Expresidentes como Luis Guillermo Solís y Laura Chinchilla externaron su preocupación sobre las represiones a los Derechos Humanos de la población salvadoreña y que tal medida supondría una solución a muy corto plazo.

### Chile
La escritora e intelectual chilena, Isabel Allende, comparó al presidente Nayib Bukele con la presidencia del militar y dictador Augusto Pinochet. “En Chile ahora la gente está añorando a un Bukele. Yo digo: tengan cuidado. Eso fue Pinochet. Había seguridad en esos tiempos. Pero la inseguridad y el terror venían del Estado, no del criminal que anda por la calle”, aseguró Allende al periódico español El País en una entrevista.
El presidente Gabriel Boric, en una entrevista menciona el tema del régimen de excepción en El Salvador y subraya en que se deben respetar por completo los derechos humanos de la población y sugiere, además, que el país podría encaminarse hacia una deriva autoritaria.

### Ecuador
Guillermo Lasso, presidente de Ecuador, ha tratado de dirigirse con cautela sobre las políticas de seguridad de Bukele. Si bien su Gobierno ha implementado por algunos pocos meses su propio estado de excepción, Lasso hace especial énfasis en asegurar los derechos humanos de los reclusos. «Nosotros estamos tomando acciones dentro del marco constitucional del Ecuador. Dentro de normas muy claras de respeto a los derechos humanos. Porque por más que sean personas privadas de la libertad que han cometido delitos, hasta mayores, ellos no han perdido el derecho a la dignidad» señaló el mandatario en una entrevista.
Jan Topić, excandidato a la presidencia en 2023, es conocido por ser un admirador de Bukele y de sus políticas de seguridad ya que prometía implementar mano dura contra la delincuencia en su país.

### Estados Unidos
Un vocero del Departamento de Estado de los Estados Unidos condenó el aumento de la violencia en El Salvador, y el secretario de Estado de los Estados Unidos, Antony Blinken, condenó la violencia y llamó al gobierno a «respetar el debido proceso y proteger las libertades civiles», a lo que el presidente Bukele respondió diciendo que «El Salvador recibió ayuda de los Estados Unidos, pero bajo el presidente Trump».
El 30 de enero, la destacada representante de minnesota, Ilhan Omar, encabeza por miembros del Congreso de los Estados Unidos en los que se destacan Joaquín Castro, Barbara Lee, Mark Pocan, Jamie Raskin todos del Partido Demócrata envió de una Carta al entonces Secretario de Estado Antony Blinken instando a la Administración Biden a abordar las amenazas actuales a la ''democracia'' y los ''derechos humanos'' en El Salvador antes de las elecciones del próximo mes.
Como respuesta de este comunicado, el presidente Nayib Bukele hizo una publicación en la plataforma de X diciendo: "We are HONORED to receive your attacks, just days before OUR election," he wrote on X. "I would be very worried if we had your support.". Traducción: "Nos sentimos honrados de recibir sus ataques, apenas unos días antes de NUESTRA elección", escribió en X. "Me preocuparía mucho si tuviéramos su apoyo".

### Honduras
La presidenta de Honduras, Xiomara Castro, se mostró abierta de adoptar las políticas de seguridad del país vecino e implementarlas en su propia región. Fue así que desde diciembre de 2022 se comenzó a desplegar miles de cuerpos policiales y de la fuerza armada hacia los rincones con mayor afluencia de pandillas.

### Perú
En el Perú, algunos sectores dentro del gobierno han expresado interés en aplicar un régimen de excepción similar al implementado en El Salvador como respuesta al aumento de la inseguridad ciudadana. No obstante, la administración de la presidenta Dina Boluarte ha manifestado que cuenta con un plan propio para enfrentar la criminalidad. Por su parte, diversos expertos han mostrado cautela ante la comparación, señalando que las realidades sociales, políticas y estructurales de ambos países son significativamente diferentes.
Se habla también de grupos, organizaciones, colectivos y políticos de diferentes partidos de querer adoptar las medidas de seguridad de Bukele. El alcalde de Lima, Rafael Aliaga es uno de los políticos que más ha estado dispuesto a impulsar la medida.

### Guatemala
En las Elecciones generales de Guatemala de 2023, varios candidatos presidenciales incluyeron en sus propuestas la implementación de políticas de seguridad inspiradas en las medidas adoptadas por el presidente salvadoreño Nayib Bukele. Entre ellos destacó Zury Ríos, hija del exjefe de Estado y exdictador Efraín Ríos Montt.

### Unión Europea
En septiembre de 2023, el Parlamento Europeo emitió una solicitud urgente al Gobierno de El Salvador para que suspenda las políticas de seguridad implementadas en el marco del régimen de excepción. Según lo expresado en el comunicado oficial, dichas medidas vulnerarían derechos fundamentales y representarían una amenaza para el respeto y la protección de los derechos humanos en el país. No obstante, en el pronunciamiento no se presentaron pruebas concretas que sustentaran dichas afirmaciones..

## Reacción de la población salvadoreña
Diversas encuestas señalan una alta popularidad y aceptación a la implementación del régimen de excepción, se evidencia que para la población, ha sido de mucha ayuda para controlar la delincuencia en el país; en promedio la ciudadanía lo aprueba con alrededor del 80%.

## Efectos a nivel internacional
Recientemente en Chile a inicios de 2023 se habló de la posibilidad de que las maras  pudiesen estar ingresando hacia el país sureño, logrando aumentar las actividades delincuenciales como tráfico de drogas; si bien los casos han sido identificados y abolidos con oportuna inmediatez, comienza a ser un tema preocupante para la población chilena.
La guerra contra las pandillas ha llevado a países como Honduras y Guatemala, así como al sur de México, a reforzar la seguridad fronteriza y a multiplicar los operativos en sus países, los cuales ya han reportado detenciones y deportaciones de estos grupos.
En México, hacia la frontera que conecta Chiapas con Guatemala, las autoridades formaron una fuerza especial antipandillas, llevando policías en las estaciones de transporte público. El ejército mexicano desplegó en diciembre de 2022 350 soldados adicionales en las comunidades limítrofes con Guatemala. Y es que, en el último año, conductores y propietarios de empresas de transporte público fronterizo han denunciado un aumento de intentos de extorsión por parte de "delincuentes centroamericanos".

### Acusaciones de liberación pactada de pandilleros

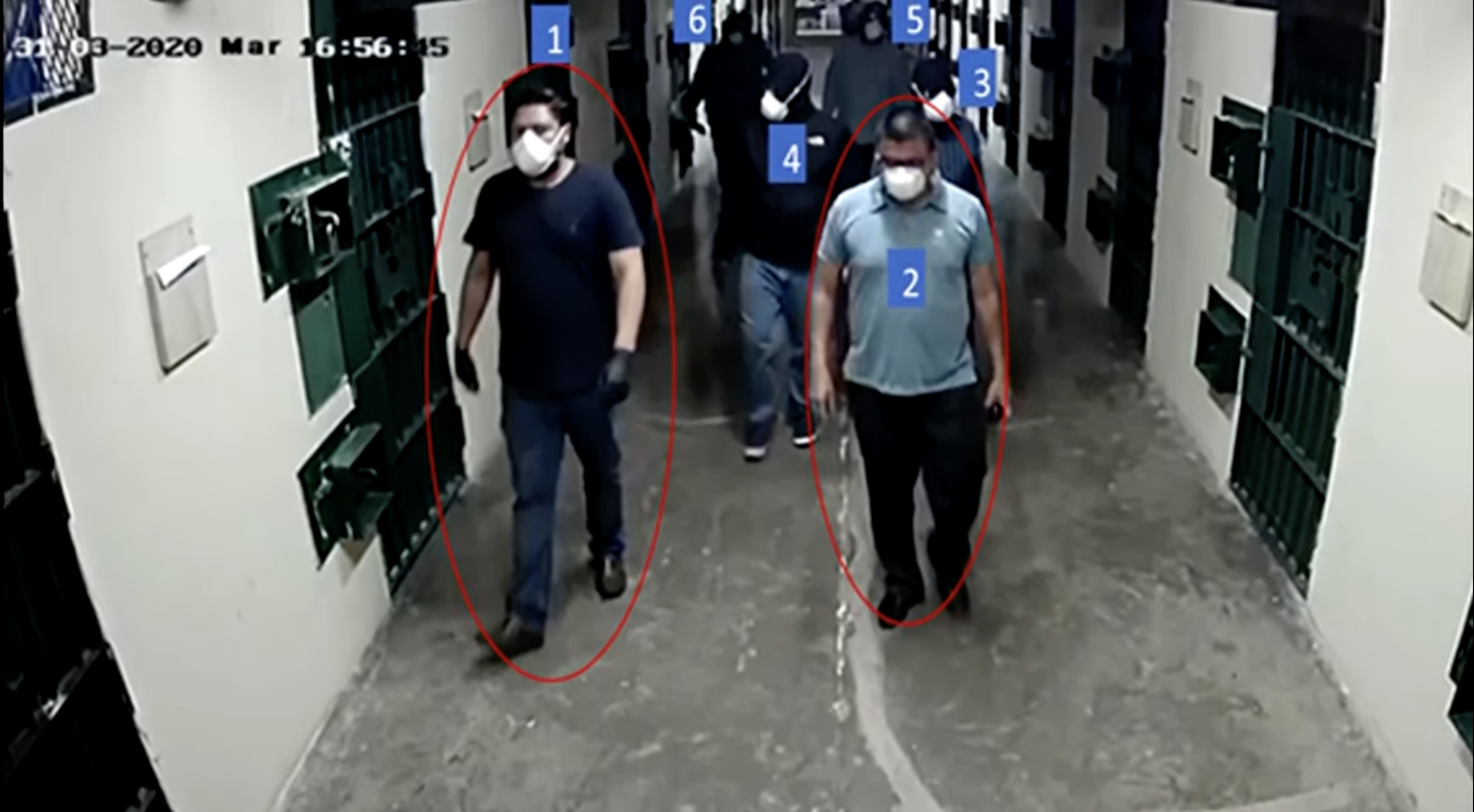
Grabación de videovigilancia en una prisión, supuestamente de Osiris Luna (izquierda, 1) durante las supuestas negociaciones con las bandas en marzo de 2020

En julio de 2020, el Grupo Internacional de Crisis publicó un análisis en el que afirmaba que la razón de la disminución de los homicidios durante el primer año de mandato de Bukele podrían haber sido supuestos «entendimientos silenciosos e informales» entre el gobierno y las pandillas. El gobierno salvadoreño negó las acusaciones realizadas ICG, y éste dijo que no existían pruebas que respaldaran la afirmación.
En septiembre de 2020, el periódico digital salvadoreño El Faro acusó al gobierno de Bukele de llevar a cabo negociaciones secretas con la MS-13. Según el reportaje de El Faro, el Gobierno acordó conceder a la MS-13 más libertad en prisión a cambio de una reducción de los homicidios que cometería y del apoyo a Nuevas Ideas en las elecciones legislativas de 2021. Bukele negó las acusaciones de El Faro, publicando fotos en Twitter de miembros de bandas acorralados en condiciones de hacinamiento en una redada en la cárcel en abril de 2020.
El 8 de diciembre de 2021, el Departamento del Tesoro de Estados Unidos acusó al gobierno de Bukele de negociar en secreto con la MS-13 y Barrio 18 para bajar la tasa de homicidios del país. El departamento dijo que el gobierno de Bukele «proporcionó incentivos financieros» a ambas pandillas para asegurarse de que reducirían la tasa de homicidios del país y apoyarían a Nuevas Ideas en las elecciones celebradas a principios de ese año (similar a las acusaciones de El Faro el año anterior) y sancionó a Osiris Luna Meza (director general de Centros Penales y viceministro de Justicia) y al presidente de la Unidad de Dinamización del Tejido Social, Carlos Marroquín Chica, por negociar con las pandillas. Bukele negó las acusaciones del departamento, diciendo que Estados Unidos buscaba «sumisión absoluta» de El Salvador en lugar de cooperación.
El 8 de noviembre de 2023, Élmer Canales Rivera, apodado como "El Crook", líder en la Mara Salvatrucha-13 fue capturado en México y entregado a las autoridades estadounidenses que lo requerían en extradición.
La Fiscalía de EE. UU. señala a funcionarios del gobierno de Bukele por supuestamente haber negociado con la MS-13 entre 2019 y 2021. Canales fue capturado en El Salvador en febrero de 2021. Estados Unidos pidió su extradición cuatro meses después de su captura. Sin embargo el documento hecho público el en febrero por el Departamento de Justicia de los Estados Unidos señala: "el Gobierno de El Salvador liberó a Canales Rivera de la custodia, a pesar de la Notificación Roja de INTERPOL y la solicitud de extradición pendiente de los Estados Unidos".
El Presidente Bukele ha negado tener cualquier vínculo con el incidente. El pandillero fue liberado a los meses, antes estando en una prisión de El Salvador donde debía cumplir 40 años de condena. Élmer vivía en un lujoso departamento en San Salvador, su huida a Guatemala y, después, a México. El 9 de julio de 2024 el pandillero declaró en un juicio en Estados Unidos.
Los funcionarios Carlos Marroquín y Osiris Luna habrían "negociado en nombre del presidente" para que los criminales tuvieran beneficios económicos, más flexibilidad en las cárceles, y para evitar su extradición a EE. UU. A cambio, debían "dejar de matarse en las calles y apoyar al gobierno de Bukele".
Durante la CPAC de 2024 realizada en febrero, Bukele fue invitado y realizó un discurso.
En su discurso en la Convención Nacional Republicana de 2024 y en otro en un mitin en Míchigan posteriormente al evento, el candidato y 45° Presidente, Donald Trump, acusó a Bukele de tirar asesinos en los Estados Unidos, cuestionando las razones por las que se redujo la criminalidad en El Salvador y rompiendo la alianza con él, quien recibió a su hijo, Donald Trump Jr. el 3 de junio del mismo año. Posteriormente al discurso de la CNR, el congresista republicano Matt Gaetz visitó la mega cárcel de El Salvador, siendo recibido por el presidente Bukele. Los republicanos agradecieron a Bukele el «frenar el éxodo de asesinos» a Estados Unidos. Trump dijo en su mitin en Míchigan: «Están arrojando a sus criminales a Estados Unidos y no vamos a soportarlo más. (…) En El Salvador, los asesinatos han bajado un 70%. Él (Bukele) dijo, sí, estamos enseñando. Él es diferente  Le va bien trabajando con la gente que está causando problemas. Él no está trabajando con ellos (criminales). Los están tirando en Estados Unidos».

## Efectos a nivel nacional

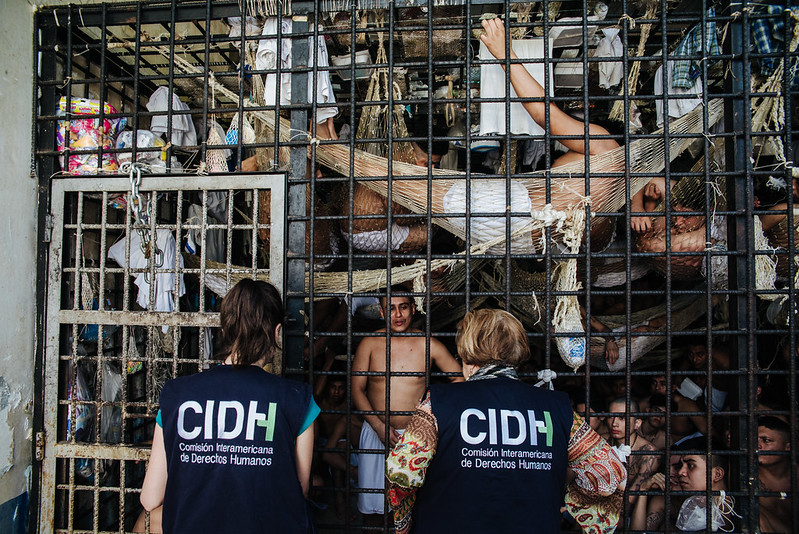
Presuntos pandilleros en una cárcel de El Salvador.

El ministro de Defensa, René Francis Merino Monroy, señaló en agosto de 2023 la disminución significativa en los índices de delincuencia a niveles históricos. El titular sostuvo que los niveles de delincuencia son extremadamente bajos y que esperan cerrar el 2023 con una tasa inferior a los 2,2 homicidios por cada 100 mil habitantes. No obstante, organizaciones en el país critican el estado de excepción porque consideran que vulnera su derechos constitucionales y humanos, a esto se le suma la presunta manipulación de las cifras para, según las organizaciones, hacer creer que no hay homicidios.
Múltiples han sido las denuncias de organizaciones no gubernamentales, nacionales e internacionales, en las que señalan al Gobierno como el responsable de llevar a cabo crímenes de lesa humanidad, tratos denigrantes, injusticias sociales, muertes, desapariciones forzadas y demás acciones que van en contra de asegurar los derechos de las personas.
Son poco más de siete organizaciones en defensa de los Derechos Humanos que han registrado más de 4,500 denuncias, todas cometidas en el marco del régimen de excepción. La mayoría de estas denuncias la realizan familiares, mujeres, y sobre todo jóvenes entre los 18 a los 30 años de edad. Organizaciones como Cristosal, Movimiento de Víctimas del Régimen (MOVIR), Socorro Jurídico Humanitario, Human Rights Watch, y Amnistía Internacional son algunas de las organizaciones con mayor participación social en este tiempo que se ha mantenido el régimen de excepción. Tanto es así, que han acudido ante la Corte Interamericana de Derechos Humanos para demandar a El Salvador por violaciones a Derechos Humanos durante el régimen.
El Faro ha recopilado relatos de individuos que estuvieron encarcelados durante el Estado de Excepción. Estos relatos describen la presencia de tortura sistemática desde el momento de ingreso a la prisión de Izalco por ejemplo. Se narran casos de hombres golpeados hasta la muerte frente a otros prisioneros en el penal de Mariona; se menciona la demora intencionada en brindar atención médica a reclusos enfermos, resultando en la necesidad de amputaciones; se evidencia una epidemia de escabiosis o "sarna humana" sin ningún cuidado médico entre los reclusos. Algunos testigos hablan de guardias arrojando comida al suelo como única forma de alimentar a los internos, quienes llegan al extremo de lamer el suelo para sobrevivir. Además, se confirma el constante robo de provisiones alimenticias y de higiene por parte de las autoridades, junto con el uso ilegal, obligatorio y generalizado del polígrafo como condición para recuperar la libertad.

### Detenciones arbitrarias
Desde los inicios del Estado de Excepción que se decretó en marzo de 2022, se han dado casos de varias familias que han sido víctimas de capturas arbitrarias, ya sea por distintos motivos, como por ejemplo, la portación de tatuajes alusivos a pandillas, la forma de vestimenta, lugar de residencia o hasta señas cometidas alusivas a estos grupos delincuenciales. Las capturas incluyen las provocadas por denuncias anónimas hechas por parte de la población. Las capturas van desde estudiantes, trabajadores, vendedores, profesores, sindicalistas, expandilleros, líderes religiosos, policías, y militares que han sido acusados de colaborar o pertenecer a grupos delincuenciales.
Algunos de los casos más sonados fueron el de dos estudiantes de la Universidad de El Salvador (UES), siendo estos un estudiante de la Facultad de Ciencias Agronómicas y de una estudiante de la Facultad de Medicina, ambos detenidos de manera arbitraria, tales actos provocaron en su momento protestas de la comunidad estudiantil.
Otro caso sonado fue el de 8 jóvenes adolescentes capturados en el bajo del Río Lempa dentro del hogar, estos anteriormente habían representado una obra de teatro sobre la historia de El Salvador. Se relata que una noche, miembros de la Fuerza Armada, ingresaron a su vivienda donde interrogaron a los jóvenes y los acusaron de pertenecer a las pandillas, esto ocasionó que pasaran toda la noche en un destacamento improvisado donde, según se relata, recibieron torturas físicas y psicológicas. Al día siguiente fueron liberados debido a que familiares fueron a denunciar a la delegación de la Policía Nacional Civil sobre su captura.
Bukele en un primer momento declaró en 2022 que se podían esperar detenciones arbitrarias que representarían el 1% del total de detenciones, llamándolo como un "margen de error", sin embargo; en enero de 2023 el ministro de Justicia Gustavo Villatoro en una entrevista declaró que habían sido liberadas, hasta esa fecha, más de 3 mil inocentes a los que no se les pudo ligar a grupos criminales, de acuerdo a esa estadística y tomando en cuenta que se habían capturado más de 60 mil presuntos pandilleros, representaría un margen de error del 5%.
En mayo de 2023, el ministro de Justicia vuelve a dar declaraciones donde confirma la liberación de 5 mil personas inocentes y sin relaciones con pandillas, lo que representa al 7% del total de personas detenidas.
En agosto de 2023, nuevamente el ministro de Justica, Gustavo Villatoro, dio un nuevo informe en el que declaraba que hasta esa fecha han silo liberados más de 7 mil inocentes capturados durante el régimen a los que no se les encontró conexiones con pandillas y que representan un 10% del total de personas detenidas.
Marvin Reyes, dirigente del Movimiento de Trabajadores de la Policía Nacional Civil (MTP), dijo que los agentes de los cuerpos policiales de El Salvador, habrían recibido exigencias de "cuotas de detenidos por día" al inicio del régimen de excepción, lo que generó "abusos" por parte de los agentes.

### Muertes y desapariciones
En abril de 2022, luego de un mes de haber implementado el régimen de excepción, un informe elaborado por la organización Cristosal y Human Rights Watch documentaron muertes y desapariciones forzadas, ambos actos fueron cometidos bajo el régimen y señalan al Estado salvadoreño como el principal responsable, según el informe. Estas organizaciones desde el comienzo del régimen han estado monitoreando el accionar del gobierno sobre estas detenciones.
A un año de vigencia de la política de seguridad, Cristosal hizo público un informe sobre violaciones de Derechos Humanos cometidas bajo esta medida. El informe señala que han sido 160 las personas fallecidas, en su mayoría jóvenes entre 18 y 38 años de edad. La abogada Zaira Navas, jefa jurídica de Estado de Derecho y Seguridad de la organización Cristosal, explicó durante la presentación del informe que es la primera vez, a través de una investigación, que “se verifica y se documentan las muertes ocurridas al interior de los centros penales, es decir bajo custodia del Estado”. La organización de Socorro Jurídico Humanitario declaró recibir más de 170 casos de muertes dentro de los centro penales, de las cuales el 91% eran de personas no vinculadas a pandillas. La Fiscalía General de la República ha archivado 142 de estos casos de muertes en las cárceles, la justificación se basa en que los decesos no constituyen un delito por parte de los agentes de Seguridad del Estado, esto, luego de que el fiscal general Rodolfo Delgado emitiera el comunicado.
Entre marzo de 2022 y febrero de 2023, Cristosal documentó 189 casos de personas que desaparecieron tras ser detenidas arbitrariamente bajo el régimen de excepción. Estos casos implican individuos cuyos familiares no fueron informados sobre el lugar donde estaban detenidos, y a menudo descubrieron esta información semanas o meses después. En al menos 10 situaciones, los familiares aún desconocen el paradero de sus seres queridos. Estos eventos se suman a un patrón más amplio de detenciones arbitrarias, representando aproximadamente el 80% de las 4,564 denuncias recibidas por organizaciones civiles durante ese periodo. Hasta noviembre de 2023 las cifras han escalado hasta los más de 320 casos de desapariciones forzadas.

### Torturas en las cárceles

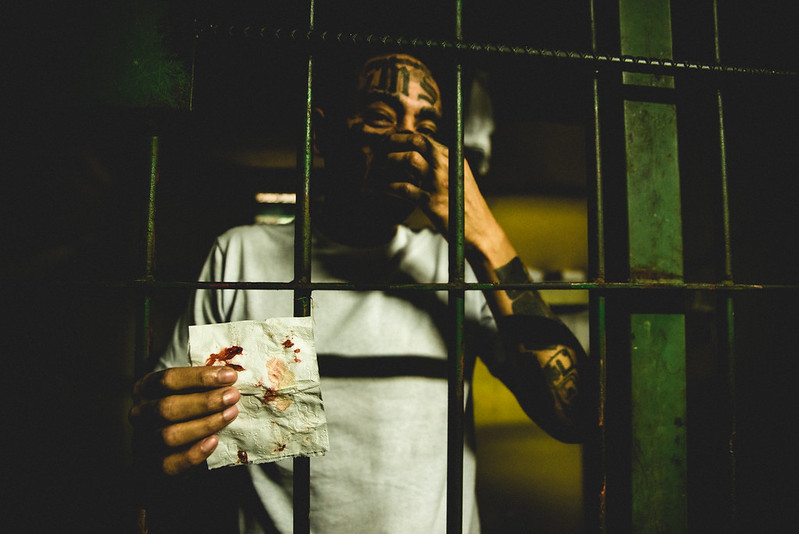
Reo mostrando el sangrado interno debido a las heridas provocadas por las presuntas torturas en cárcel de El Salvador.

En agosto de 2022, el Observatorio Universitario de Derechos Humanos (OUDH) de la Universidad Centroamericana José Simeón Cañas (UCA) reveló también casos de tortura cometidos durante la aplicación del estado de excepción.
Las torturas, según un relato que un adolescente compartió con trabajadores del Idhuca, policías y militares usan las mismas técnicas que escandalizaron al mundo a principios de siglo cuando soldados estadounidenses las usaron contra detenidos en la bahía de Guantánamo, lo sumergieron en un depósito de agua hasta casi dejarlo sin respiración, el catálogo, según el testimonio del joven, también incluyó las técnicas que usaron las dictaduras suramericanas de los 70. donde lo que hacen es apretar las uñas con pinzas y alicates, La PNC, según dicta el informe de la UCA, ocupa las torturas para obligar a los jóvenes a confesar que son miembros de las pandillas. A las vejaciones que sufrieron en el recinto policial siguieron, durante otros 12 días, más maltratos en el centro de resguardo juvenil, en donde lo enviaron posteriormente. Algunas víctimas las metieron en una pequeña celda junto a otros 12 jóvenes, estos si siendo miembros de pandillas. Custodios del resguardo y pandilleros se turnaron durante este tiempo para propinar golpizas de acuerdo con una investigación reciente del periódico El Faro.
El informe de la ONG Cristosal señala que de las más de 150 muertes en penales, 29 de esas muertes fueron violentas, mientras que ha calificado otras 46 de sospechosas. Según documentan, los cuerpos de la mayoría de estas 75 víctimas presentaban signos de tortura, pero las causas de sus muertes fueron clasificadas como “indeterminadas” o “naturales”, por lo que el verdadero número de fallecimientos violentos podría ser mayor.

### Sobrepoblación de cárceles
Desde la declaración del régimen de excepción, miles de personas han sido arrestadas, lo que ha sobrecargado las prisiones de El Salvador a nivel nacional; en respuesta a la sobrepoblación carcelaria, el Gobierno aprobó en 2022 la construcción de nuevas cárceles.
Si la población penitenciaria (94,687) se divide entre la cifra más actualizada sobre capacidad de alojamiento en centros penales (30,864), el hacinamiento correspondería aproximadamente al 306.79%. Por otra parte, al agregar la variante sobre la capacidad que tiene el nuevo Centro de Confinamiento del Terrorismo (CECOT), 40,000 reclusos, la capacidad penitenciaria nacional sería de 70,864 personas aproximadamente y el hacinamiento correspondería al 133.62%.

### Respuesta de la Procuraduría para la Defensa de Derechos Humanos (PDDH).
El exprocurador José Apolonio Tobar (2019-2022) fue duramente criticado por organizaciones civiles, ya que señalaban que en su gestión durante el régimen no se comportaba de una forma independiente, sino más bien elogiaba las políticas de seguridad siendo acusado de omitir pronunciarse sobre los posibles abusos que estarían ocurriendo en algunos centros penales que albergan a las personas detenidas, así como de las posibles detenciones arbitrarias y las violaciones de Derechos Humanos. También le cuestionan cuando le entregó un reconocimiento por su participación al ministro de Seguridad, Gustavo Villatoro, durante la 1ra Cumbre Iberoamericana de Derechos Humanos en agosto de 2022.
Raquel Cabello, como procuradora electa en 2022 en reemplazo de Apolonio Tobar para el periodo 2022-2025, también ha sido duramente crítica por seguir la misma línea que su antecesor. El movimiento MOVIR cuestionó que la titular de la institución no se haya pronunciado por las denuncias a violaciones de Derechos Humanos, y que, en su lugar, sí ha mencionado que todos los capturados, sin excepción, son pandilleros o colaboradores de estos grupos.
La organización Socorro Jurídico Humanitario instó a la procuradora de Derechos Humanos a que condene el accionar del Ejecutivo, Legislativo y Judicial de El Salvador durante el régimen de excepción.

## Centro de Confinamiento del Terrorismo
El 31 de enero de 2023, Nayib Bukele, junto a su Gabinete de Seguridad, presentó el Centro de Confinamiento del Terrorismo (CECOT), un recinto carcelario ubicado en el municipio de Tecoluca, en el departamento de San Vicente, con una extensión de 1.6 km² y capacidad para 40 000 reclusos. El centro penal tiene, además de pabellones para confinamiento de reos, un edificio para custodios, salas de audiencia, celdas de castigo, fábricas para talleres, control de acceso con escáner de cuerpo completo y escáner para paquetes.